# Rangi Thompson
Frederick Haughton "Rangi" Thompson (31. marts 1908 - 15. december 1971) var en newzealandsk roer, født i Christchurch.
Thompson vandt sølv i toer uden styrmand ved OL 1932 i Los Angeles. Hans makker i båden var Cyril Stiles. I finalen blev newzealænderne kun slået af den britiske båd roet af Lewis Clive og Hugh Edwards, mens Polens Henryk Budziński og Jan Mikołajczak kom ind på tredjepladsen. Ved de samme lege deltog han i New Zealands otter, der dog ikke vandt medalje.

## OL-medaljer
- 1932:  Sølv i toer uden styrmand